# Cayo Lara
Cayo Lara Moya, né le 29 janvier 1952 à Argamasilla de Alba, est un homme politique espagnol, membre de la Gauche unie (IU), dont il est le coordinateur fédéral de 2008 à 2016.

## Biographie
Agriculteur de profession, il est élu maire de Argamasilla de Alba en 1987, réélu en 1991 et 1995. En 2000, il devient coordinateur général d'IU en Castille-La Manche, et échoue sept ans plus tard à être élu aux Cortes de Castille-La Manche.
Il se présente, en 2008, à la direction de la Gauche unie avec le soutien du Parti communiste d'Espagne (PCE), mais n'obtient que 43 % des voix des délégués. Il entre alors au conseil politique fédéral du parti, qui l'élit, le 14 décembre, coordinateur fédéral, en remplacement de Gaspar Llamazares.
Lors des élections générales anticipées du 20 novembre 2011, il est tête de liste à Madrid, où IU remporte trois sièges avec 8 % des suffrages.